# Robert Lippert (Jurist)
Robert Christian Julius Lippert (* 28. Mai 1902 in Mühlbach im Pinzgau; † 1966) war ein österreichischer Jurist und paramilitärischer Aktivist.

## Leben und Wirken
Lippert war ein Sohn des österreichischen Forstrates Adolf Lippert und seiner Ehefrau Eleonore, geborene Röhm. Lipperts Onkel mütterlicherseits war der NSDAP-Politiker Ernst Röhm, sein Bruder der Diplomat Bernhard Lippert.
Seine Jugend verbrachte Lippert in Salzburg, wo er das Staatliche Gymnasium besuchte. 1916 siedelte er nach Wien über. Bereits in jungen Jahren begann Lippert sich in den Kreisen der extremen politischen Rechten zu betätigen: 1919 beteiligte sich Lippert in den Schulferien als Zeitfreiwilliger im Freikorps Epp – in der sein Onkel Röhm als Stabschef von Franz Ritter von Epp eine Führungsposition innehatte – an der Niederschlagung der Bayerischen Räterepublik. Nach seinem Schulabschluss studierte Lippert von 1920 bis 1922 Rechtswissenschaft an der Universität München und anschließend von 1923 bis 1925 an der Universität Wien, wo er 1929 zum Dr. jur promovierte. In den folgenden Jahren war er als Rechtsanwaltsanwärter im Gerichtsdienst tätig.
Während seiner Münchener Studienzeit gehörte Lippert bis 1922 dem Münchener Corps Palatia an. 1923 trat er in die NSDAP ein. Zur gleichen Zeit wurde er Mitglied der Sturmabteilung (SA). Nach deren Verbot engagierte er sich in der Sturmabteilung Roßbach, in der er 1926 das Amt des Bundesführer-Stellvertreters der Schilljugend für Österreich übernahm.
Nach bestandener Rechtsanwaltsprüfung beim Landesgericht Innsbruck im Jahr 1932 ließ Lippert sich als Rechtsanwalt in Salzburg nieder. In den nächsten Jahren war er unter anderem Rechtsberater der NSDAP-Gauleitung in Österreich. 1935 wurde er ständiger Rechtsberater des Deutschen Konsulats in Salzburg. 
Nach dem Anschluss Österreichs an das Deutsche Reich im Jahr 1938 wurde Lippert zum Präsidenten der Rechtsanwaltskammer in Salzburg und am 1. November 1939 zum Gaukämmerer des Reichsgaus Salzburg ernannt und vollzog dort die Arisierung jüdischen Besitzes. In der Sturmabteilung erreichte Lippert am 30. Januar 1940 den Rang eines Obersturmbannführers. 
Ab Oktober 1944 nahm Lippert aktiv am Zweiten Weltkrieg teil und geriet bei Kriegsende in alliierte Gefangenschaft. Er wurde dann bis zum Juli 1947 interniert. Eine im selben Jahr vor dem Landesgericht Linz gegen Lippert eingeleitete Voruntersuchung wurde wieder eingestellt. Stattdessen erhielt er eine Stelle beim Kraftwerksbau in Kaprun, bevor er ab 1957 Mitglied des Salzburger Magistrats war, in dem er später Abteilungsvorstand und Senatsrat wurde.